# Sinagoga di Sorano
La sinagoga di Sorano, situata lungo via Selvi, è stata per alcuni secoli uno dei luoghi di culto più importanti dell'omonima località.

## Storia e descrizione
Il tempio ebraico, di probabili origini tardo-cinquecentesche, è rimasto consacrato probabilmente almeno fino alla fine dell'Ottocento, epoca in cui la locale comunità di fede ebraica, che risiedeva principalmente lungo via del Ghetto e nei vicoli limitrofi, iniziò a spostarsi verso Pitigliano e altre località dell'Italia centrale.
Nel corso del Novecento, quando oramai tutta la comunità ebraica aveva abbandonato il centro, l'edificio religioso venne completamente trascurato, andando così incontro ad un lungo periodo di abbandono e decadenza che si è protratto per quasi tutto il XX secolo.
Tuttavia, negli ultimi decenni, sono stati eseguiti attenti lavori di restauro all'edificio che ospitava la sinagoga, contemporaneamente all'opera di ristrutturazione della non lontana sinagoga di Pitigliano. Grazie a questo importante intervento di riqualificazione, l'antico tempio ha riacquistato lo splendore perduto ed è stato adibito a locale per rassegne culturali. 